# Joey Mercury
Adam Birch (n. 18 iulie 1979) este un wrestler american, mai cunoscut sub numele de ring Joey Matthews, folosit în Extreme Championship Wrestling, și Joey Mercury, folosit în promoția World Wrestling Entertainment. A evoluat de asemenea în federația World Championship Wrestling, înainte ca aceasta să fie preluată de World Wrestling Federation.

## Titluri în wrestling

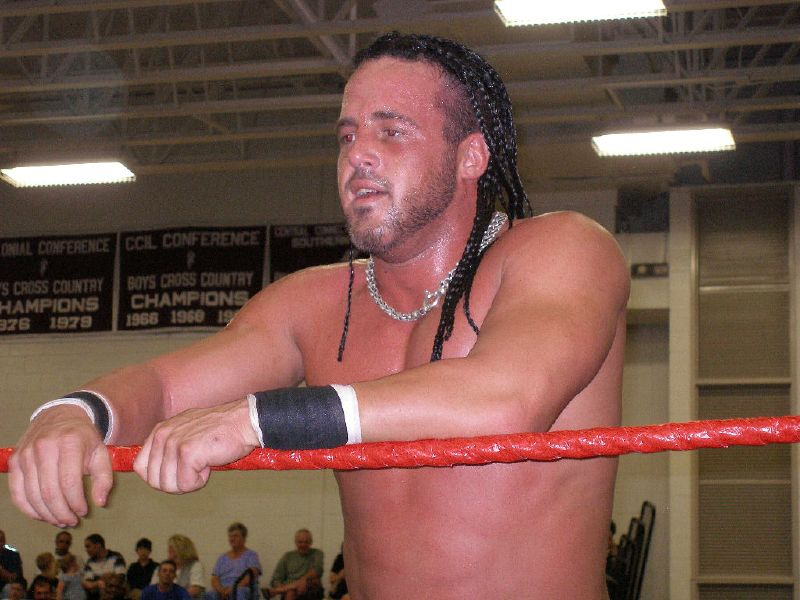
Birch at a Northeast Wrestling show in 2007

- Atlantic Terror Championship Wrestling
  - ATCW Tag Team Championship (1 dată) – with Christian York[1]
- American Wrestling Council
  - AWC Light Heavyweight Championship (1 dată)[5]
- Dynamite Championship Wrestling
  - DCW Tag Team Championship (1 dată) – with Christian York[6]
- Independent Professional Wrestling Alliance
  - IPWA Light Heavyweight Championship (2 ori)[1]
- Maryland Championship Wrestling
  - MCW Cruiserweight Championship (1 dată)[5]
  - MCW Heavyweight Championship  (2 ori, prezent)[5]
  - MCW Rage Television Championship (1 dată)[7]
  - MCW Tag Team Championship (2 dată) – with Christian York[5]
  - Shane Shamrock Memorial Cup (2001, 2017)[8]
  - Triple Crown Championship (Third)
- Mid-Eastern Wrestling Federation
  - MEWF Tag Team Championship (1 dată) – with Christian York[1]
- National Wrestling Alliance
  - NWA Light Heavyweight Championship (1 dată)[5]
  - NWA World Tag Team Championship (1 dată) – with Christian York[1]
- New York Wrestling Connection
  - NYWC Heavyweight Championship (1 dată)
- Organization of Modern Extreme Grappling Arts
  - OMEGA Light Heavyweight Championship (2 ori)[1]
- Ohio Valley Wrestling
  - OVW Southern Tag Team Championship (1 dată) – cu Johnny Nitro[1][9]
  - OVW Television Championship (1 dată)[5][10]
- Pro-Pain Pro Wrestling
  - 3PW Heavyweight Championship (1 dată)[11]
- Pro Wrestling Illustrated
  - Tag Team of the Year (2005) cu Johnny Nitro[12]
  - PWI ranked him No. 74 of the top 500 singles wrestlers in the PWI 500 in 2005[13]
- Southern Championship Wrestling
  - SCW Junior Heavyweight Championship (3 ori)[1]
- Steel City Wrestling
  - SCW Television Championship (1 dată)
  - SCW Tag Team Championship (1 dată) – cu Christian York[1]
- Vanguard Championship Wrestling
  - VCW Tag Team Championship (1 dată) – with Christian York[14]
- Virginia Championship Wrestling
  - VCW Tag Team Championship (1 dată) – with Christian York[1]
- World Wrestling Entertainment
  - WWE Tag Team Championship (3 ori) – cu Johnny Nitro[15][16][17]